# Ingeniería Sin Fronteras (Argentina)

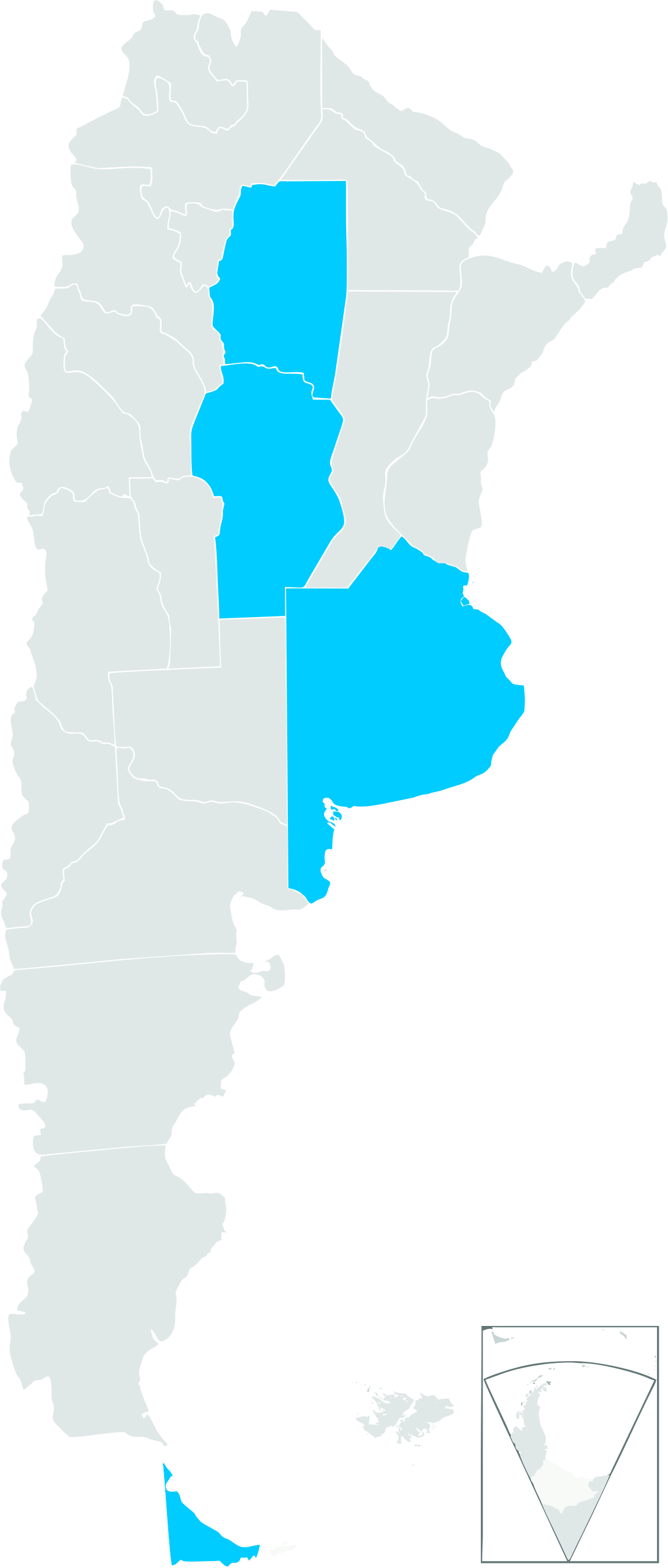
Presencia en Argentina

Ingeniería Sin Fronteras Argentina (ISF-Ar) es una asociación civil interdisciplinaria sin fines de lucro que trabaja por el desarrollo local de comunidades en situación de vulnerabilidad a través de proyectos de ingeniería en Argentina. El grupo pertenece al conjunto de agrupaciones integrantes de Ingenieros Sin Fronteras.

## Misión de ISF-Ar
- Colaborar en la construcción de una sociedad justa, inclusiva y solidaria mediante la elaboración participativa de proyectos integrales con base tecnológica
- Promover una ingeniería orientada al desarrollo humano sostenible, al cumplimiento de los Derechos Humanos, al cuidado de la naturaleza y al fortalecimiento de las poblaciones en situación de vulnerabilidad
- Impulsar un espacio que integre la diversidad y movilice la participación ciudadana.

## Historia
Ingeniería sin Fronteras Argentina nace en febrero de 2012, en la Ciudad de Buenos Aires, a partir de la reunión de tres grupos de personas con distintos recorridos y formación, que querían llevar adelante un proyecto que tendiera un puente entre la ingeniería y el campo social. En pocos meses se formó un equipo dispuesto a trabajar para construir la organización. Se conformó la Comisión Directiva, el Consejo Asesor y el grupo de voluntarios que llevarían adelante proyectos en las distintas áreas de trabajo.

## Algunos proyectos

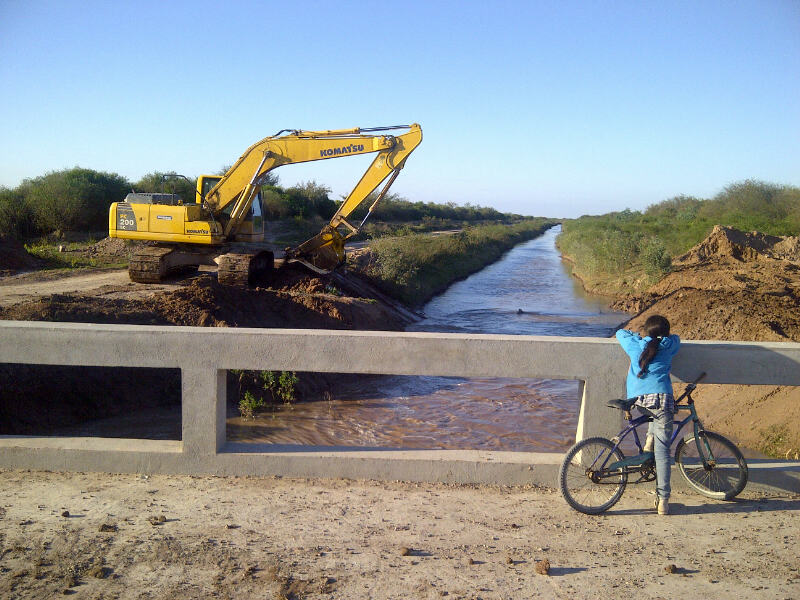
Puentes en Colonia Dora

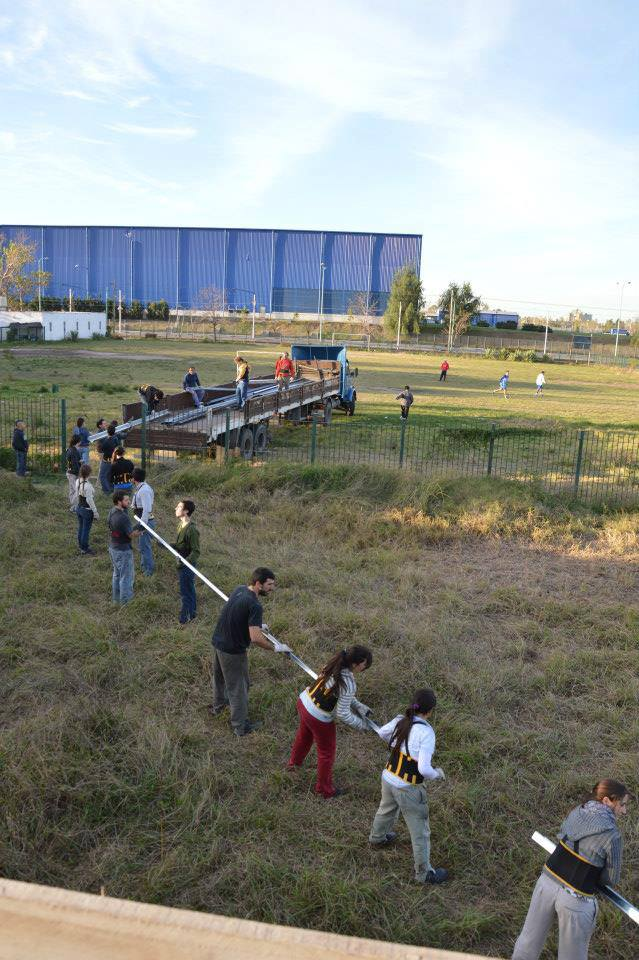
Voluntarios trabajando

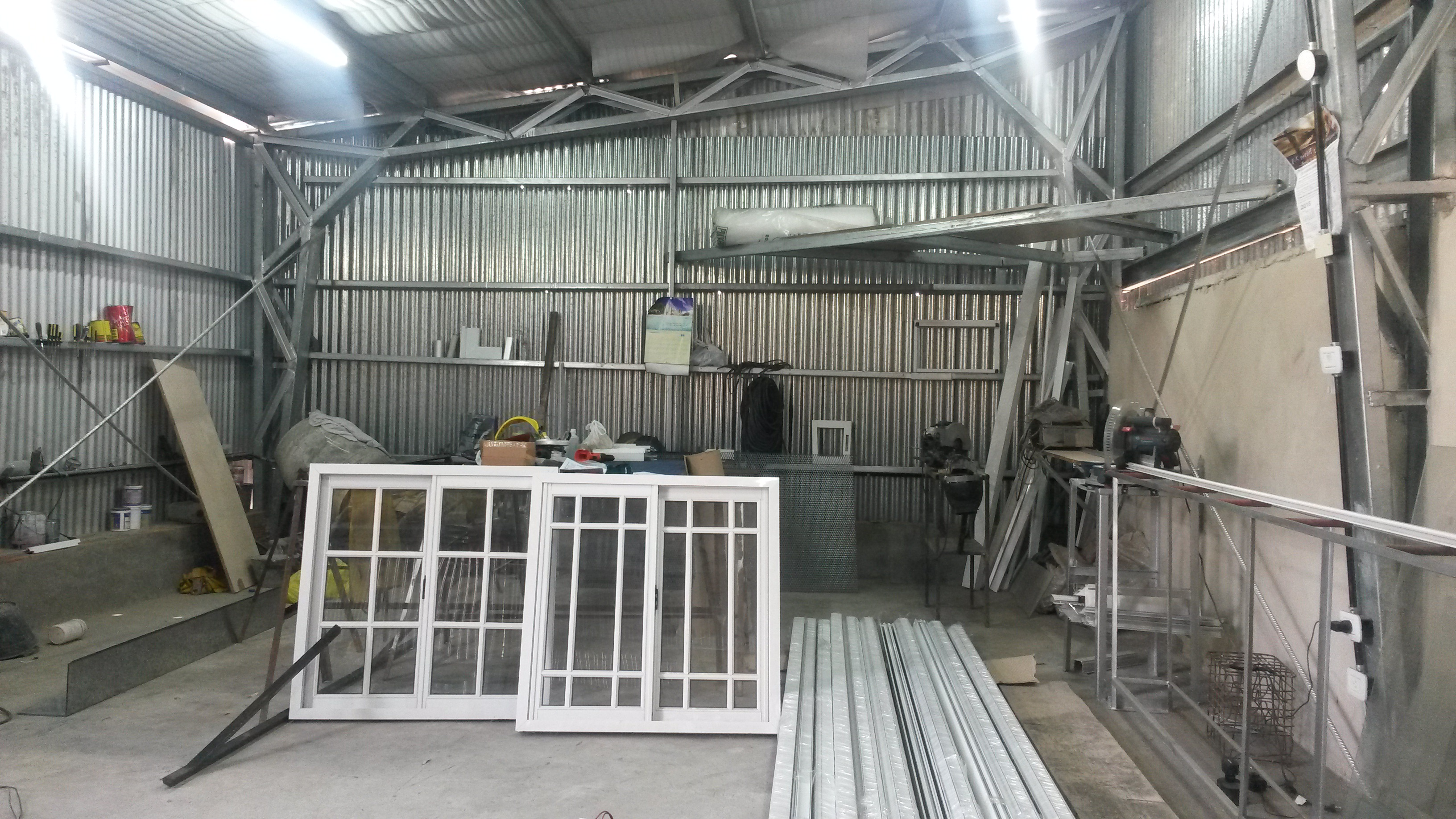
Carpintería Metálica en Barrio La Cárcova

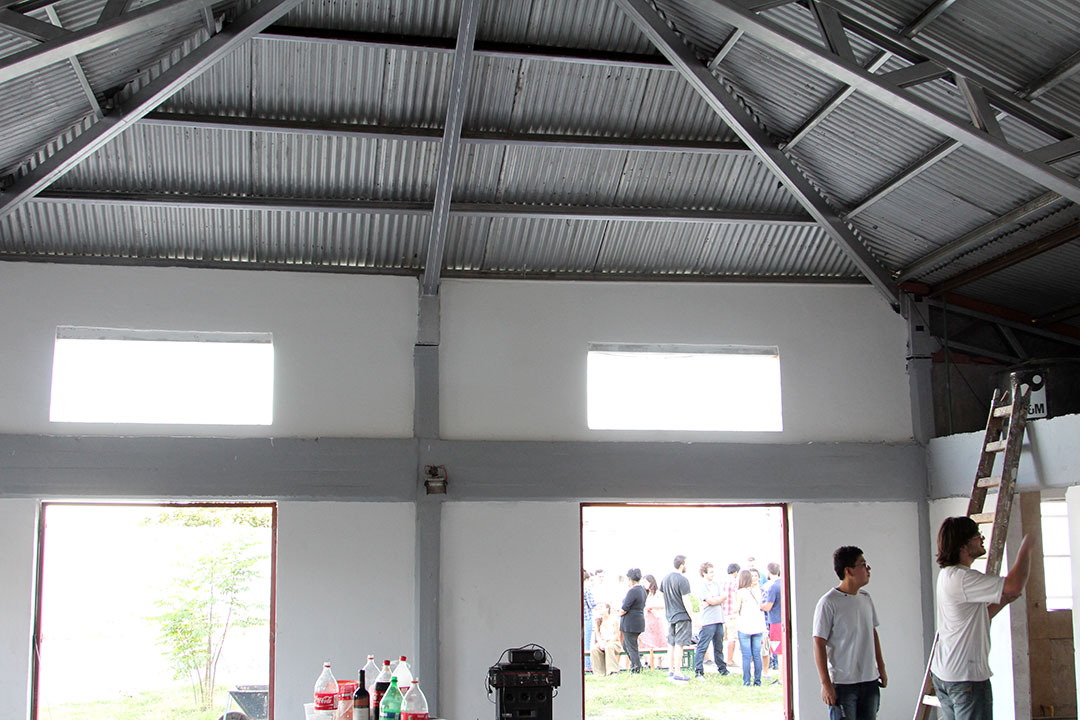
Salón comunitario Barrio Ramón Carrillo

- Ampliación de jardín de infantes en Quilmes
- Ampliación de centro comunitario en Córdoba[2]
- Agua en Comunidad “El Negrito”
- Ampliación de comedor comunitario en La Plata
- Ampliación de Centro de atención a la niñez en Quilmes

- Acceso al agua caliente[3] y Construcción de aulas en Escuela Agrícola EFA Avellaneda[4]
- Construcción de puentes en Colonia Dora, Santiago del Estero[5]
- Construcción de Salón Comunitario de 120 m² en Barrio Ramón Carrillo, Ciudad de Buenos Aires
- Construcción y puesta en marcha de Carpintería Metálica en Barrio La Cárcova, Provincia de Buenos Aires
- Agua y Energía en comunidad "El Negrito", Santiago del Estero
- Ampliación de jardín maternal en Quilmes, Provincia de Buenos Aires
- Agua y Saneamiento en Ushuaia[6]

## ISF-Ar y otrosIngenieros Sin Fronterasen el mundo
ISF-Ar es una asociación autónoma e independiente, sin embargo, trabaja en articulación y comunicación con distintas ISF del mundo de manera informal y comparte una serie de valores globales, característicos de EWB (Engineers Without Borders), como por ejemplo: trabajo voluntario; cooperación; sostenibilidad y equidad social. 